# Aline Bernard
Aline Adolfina Sofia Bernard, född Baer 30 november 1841 i Stockholm, död 14 oktober 1910 i Stockholm, var en svensk konstnär.
Hon var dotter till bergmästaren Adolf Fredrik Baer och Anna Sofia Plazemann och gift med fransmannen Bernard. Hon studerade konst för August Malmström i Stockholm och för Tony Robert-Fleury i Paris. Hennes konst består av genremålningar och porträtt. Hon medverkade i samlingsutställningar i Stockholm och med Konstföreningen för södra Sverige. Bernard är representerad vid Kalmar läns museum.